# Dietrich G. Palm
Dietrich G. Palm (* 1. Oktober 1932) ist ein deutscher Neuropädiater und Epileptologe.

## Leben und Werk
Nach dem Studium der Humanmedizin in Münster, Tübingen und Freiburg (Abschluss 1959 in Münster) absolvierte Palm seine Facharztweiterbildung in Münster, ergänzt durch einen Aufenthalt am Institut für klinische Neurophysiologie in Freiburg (bei Richard Jung). 1969 habilitierte er sich.
Von 1973 bis 1997 (Emeritierung) war er Professor und Leiter der Neuropädiatrie an der Universitätskinderklinik Münster. Nachfolger wurde sein Schüler Gerhard Kurlemann.
Palm war (Ko-)Autor zahlreicher Beiträge in Fachzeitschriften und Büchern sowie Mitherausgeber eines Buches.

## Auszeichnungen
Palm wurde u. a. 1998 mit der Ehrenmitgliedschaft der Deutschen Sektion der Internationalen Liga gegen Epilepsie (seit 2004: Deutsche Gesellschaft für Epileptologie) ausgezeichnet.